# The Baggage Smasher
The Baggage Smasher er en amerikansk stumfilm fra 1914.

## Medvirkende
- Roscoe 'Fatty' Arbuckle
- Cecile Arnold